# Aproteles bulmerae
Il pipistrello della frutta di Bulmer (Aproteles bulmerae Menzies, 1977) è un pipistrello appartenente alla famiglia degli Pteropodidi, unica specie del genere Aproteles (Menzies, 1977), endemico della Nuova Guinea.

## Etimologia
L'epiteto generico deriva dalla combinazione della α- privativa seguita dal termine greco πρωτέλης il cui significato completo è colui che è privo della parte anteriore, con riferimento alla totale assenza degli incisivi. Il termine specifico è invece dedicato alla paleontologa australiana Susan Bulmer, la quale scoprì i primi resti fossili di questa specie.

## Descrizione

### Dimensioni
Pipistrello di grandi dimensioni, con la lunghezza della testa e del corpo tra 210 e 242 mm, la lunghezza dell'avambraccio tra 147,7 e 165,7 mm, la lunghezza della coda fino a 31,8 mm e un peso fino a 600 g.

### Caratteristiche craniche e dentarie
Si distingue dalle altre specie della famiglia per la completa mancanza degli incisivi. La scatola cranica è allungata.
Sono caratterizzati dalla seguente formula dentaria:

### Aspetto
La parte superiore delle spalle è marrone mentre quella inferiore è biancastra, la groppa è densamente ricoperta di peli marroni, mentre le parti ventrali sono marroni, cosparse di lunghi peli argentati. La testa è massiccia, robusta e ricoperta di sottili peli color marrone scuro, il muso è largo con le labbra quasi completamente ricoperte di papille, gli occhi sono grandi e presentano l'iride marrone. Le orecchie sono lunghe ed appuntite. Le membrane alari si uniscono lungo la spina dorsale, dando l'impressione di una schiena nuda, mentre posteriormente sono attaccate al secondo dito del piede. L'indice della mano è munito di un artiglio, marrone come tutti gli altri. La tibia e l'avambraccio sono privi di peli. La coda è corta, mentre l'uropatagio è ridotto ad una sottile membrana lungo la parte interna degli arti inferiori. Il calcar è corto. Produce un forte odore dolciastro pungente.

## Biologia

### Comportamento
Si rifugia all'interno di grotte ed è attivo principalmente la notte. È un abile volatore, è in grado di volare all'indietro e di muoversi molto lentamente. Tale manovrabilità è dovuta principalmente alla caratteristica di avere le membrane alari unite tra loro lungo il dorso.

### Alimentazione
Si nutre di frutti di diverse specie native di Ficus.

### Riproduzione
Una femmina con un piccolo sono stati osservati a maggio. Raggiunge la maturità sessuale dopo tre anni.

## Distribuzione e habitat
Questa specie è limitata ad alcune grotte della catena centrale di Papua Nuova Guinea. Probabilmente è presente anche nella parte occidentale dell'Isola.
Vive nelle foreste tropicali miste di montagna tra i 1.400 e i 2.400 metri di altitudine.

## Conservazione
Descritta inizialmente da fossili risalenti a 12.000 anni fa, esemplari viventi furono rinvenuti all'interno di una immensa grotta, chiamata Luplupwintem, nella provincia occidentale di Papua Nuova Guinea nel 1975. Successive osservazioni però rivelarono la totale scomparsa della colonia, probabilmente dovuta all'intensa caccia, agevolata dall'introduzione di armi da fuoco tra le popolazioni indigene. La specie, quindi, fu nuovamente ritenuta estinta fino al 1992, quando Flannery e Seri, osservarono un piccolo gruppo di un centinaio di individui sempre nella stessa grotta. È stata successivamente osservata in altre località della Provincia degli Altopiani Orientali e alcuni resti ossei sono stati ritrovati in un'altra grotta nelle vicinanze.
La IUCN Red List, considerato che il 90% degli individui adulti si trova soltanto in una località, e che la popolazione è in continuo declino a causa della caccia, classifica A. bulmerae come specie in grave pericolo (CR).
La Società Zoologica di Londra, in base ad alcuni criteri evolutivi e demografici, la considera una delle 100 specie di mammiferi a maggior rischio di estinzione.